# Калібрування Ландау
Калібрування Ландау — вибір векторного потенціалу магнітного поля у вигляді
{\displaystyle \!{\overrightarrow {A}}({\overrightarrow {r}})=-Bx{\overrightarrow {e}}_{y}}, де {\displaystyle \!B} — магнітне поле, а {\displaystyle \!{\overrightarrow {e}}_{y}} — орт по напряму осі y.
Використовується для зручності при розв'язку рівняння Шредінгера в магнітному полі, оскільки дозволяє розділити змінні в декартовій системі координат та отримати так звані рівні Ландау.